# Schmitterer Jenő
Schmitterer Jenő (Budapest, 1885. március 11. – Budapest, 1965. szeptember 26.) műépítész, kormányfőtanácsos.

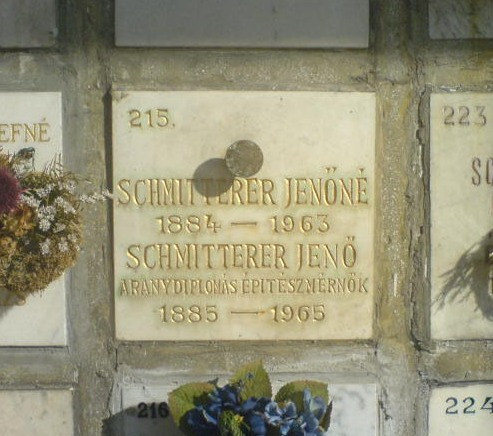
A Schmitterer házaspár síremléke a fővárosi Farkasréti temetőben

## Életpályája
Schmitterer Imre és Vörös Erzsébet fiaként született. 1908-ban szerzett diplomát a királyi József Műegyetemen.
Egy évig Schmahl Henrik, 1910–1914 között Dvorák Ede budapesti építészeti irodájában dolgozott, s művezető építésze volt a városligeti Széchenyi fürdőnek.
Az első világháborúban négy és fél évig teljesített frontszolgálatot, s a bronz és ezüst Signum Laudis és a Károly-csapatkereszt kitüntetésével mint a 13. tábori tüzérezred tartalékos századosa szerelt le.
1919-ben a Honvédelmi Minisztérium építési osztályának előadója volt, de már 1920-ban átvette társas építési irodájának vezetését, melyet Czigler Győző műegyetemi tanár alapított 51 évvel korábban. 1919–1922 között a Magyar Mérnök- és Építész-Egylet titkára volt. 1930-ban a Mérnöki Kamara választmányi tagjának, 1933-ban alelnökének választották. 1931 és 1936 között a Magyar Mérnökök és Építészek Nemzeti Szövetsége építész-szakosztályának elnöke volt. Számos építészeti pályadíjat nyert. A főváros számára több tervet készített. A Pesti Hazai Első Takarékpénztár Egyesület és az OKH műszaki tanácsadója volt. 1965-ben hunyt el. Irodája a belvárosban, a Kecskeméti u. 14. sz. alatt volt.

## Emlékezete
A fővárosi Farkasréti temetőben nyugszik, az ún. templomi urnasírok (kolumbárium) jobb oldali falában, a 215. számú fülkében.

## Munkái (1936-ig)
- csongrádi templom és apácazárda
- Belvárosi Takarékpénztár épülete a Ferenciek terén (ma: az IBUSz Rt. székháza; Schmahl Henrik vezetésével, 1913)[8]
- gróf Károlyi László füzérradványi gyártelepének építése és kastélyának átépítése
- Pesti Hazai Takarékpénztár két háza (az ún. bankházak), Budapest XIII. kerület Váci út – Madarász Viktor utca – Faludi utca sarkán (Bauer Gyulával, 1927)[8][9]
- a bajai Raktárház építése
- Budapest, XIV. kerület, Gyarmat utca 47-49. (a Pesti Hazai Takarékpénztár építkezése) (Bauer Gyulával, 1927) [10]
- Klebersberg Kunó miniszter 1925. évi nagykanizsai látogatása nyomán, a kiskanizsai városrészben található Nagyrác utca 26. szám alatti (köznyelvben Vánsi, Vánsa, Váncsa téri) területen iskolaépület (Bauer Gyulával, 1928)
- az újpesti Károlyi Kórház átépítése
- a fóti templom 1930. évi külső renoválásának felügyelője Bauer Gyulával.[11]
- a rákospalotai (istvántelki) „Stephaneum” Menhely (idősotthon) 1932. évi átépítése[12][13]
- gr. Károlyi Lászlóné zebegényi nyaralótelepének tervezése
- gr. Almásy Imre és Milos György kastélyának átépítése
- Nemzeti Stadion (1934. évi országos pályázatra; nem épült meg)[8]

## Munkái (1936-tól)
- Magyar Leszámítoló és Pénzváltó Bank alkalmazottai Nyugdíjintézetének bérháza: Budapest VI., Bajcsy Zsilinszky út 19/a (épült: 1939/40-ben, modern stílusban; az Ó utca és a Lázár utca közt).[8][14]
- Épületcsoport: Budapest VI., Városligeti fasor 8/a-b-c. (Bauer Gyulával)[15]
- A volt OTI debreceni bérháza. (Szontágh Pállal)[16]